# Herbert Eisenstein
Herbert Eisenstein (* 30. September 1948 in Wien) ist ein österreichischer Islamwissenschaftler und Politiker (FPÖ). Er war von 2008 bis 2015 Abgeordneter zum Wiener Landtag und Gemeinderat.

## Ausbildung und Beruf
Herbert Eisenstein besuchte von 1954 bis 1958 die Volksschule in Zissersdorf und von 1958 bis 1962 das Realgymnasium in Wien-Simmering. Zwischen 1962 und 1964 absolvierte Eisenstein die Handelsakademie I im 1. Wiener Gemeindebezirk, bevor er an die Städtische Handelsakademie in Horn wechselte. Nach der Matura 1968 versah er den Präsenzdienstes beim Österreichischen Bundesheer in Garnisonen in Wien und Spratzern bei St. Pölten. Von 1969 bis 1978 studierte Eisenstein  Arabistik an der Universität Wien und promovierte 1978 zum Dr. phil.
Eisenstein arbeitete von 1974 bis 1975 für die Österreichische Länderbank AG und wurde 1975 als wissenschaftliche Hilfskraft und Studienassistent am Institut für Orientalistik der Universität Wien im Bereich Arabistik in den Bundesdienst aufgenommen. Er war ab 1978 
Universitätsassistent und wurde 1991 in ein definitives Dienstverhältnis als Assistenzprofessor aufgenommen. Von 1996 bis zu seiner Pensionierung war Eisenstein Universitätsdozent und Außerordentlicher Universitätsprofessor für Arabistik und Islamwissenschaft am Institut für Orientalistik.

## Politik
Herbert Eisenstein war von 1987 bis 1996 und von 2001 bis 2008 Bezirksrat in Wien-Simmering. Zwischen 1992 und 1996 hatte er zudem die Funktion des Klubobmannes inne. Eisenstein war zudem von 1992 bis 2001 Mitglied der Wohnungskommission II.
Eisenstein vertrat ab dem 29. Oktober 2008 die FPÖ im Wiener Gemeinderat und Landtag. Er rückte für den in den Nationalrat gewechselten Abgeordneten Harald Stefan nach. Eisenstein kündigte als Schwerpunkt seiner Arbeit die Integrationspolitik an. Er tritt gegen das Kopftuch als religiöses Symbol auf und ist für ein Verbot von Minaretten.

## Verbale Entgleisungen
Während einer Sitzung des Wiener Gemeinderats im Juni 2011 wies Eisenstein den damaligen Grünen-Abgeordneten Şenol Akkılıç nach wiederholten Zwischenrufen mit folgenden Worten zurecht: „Herr Akkilic, ich bin am Wort. Sie sind zu uns gekommen um in unserem Staat zu leben, also lassen Sie mich ausreden. Sie sind ja der deutschen Sprache nur oberflächlich mächtig.“

## Mitgliedschaften
Eisenstein ist Mitglied der Orientalischen Gesellschaft und ehemaliger Obmann der Kulturinitiative Simmering. Er ist zudem Mitglied der Deutschen Morgenländischen Gesellschaft, Mitglied der Union des Arabisants et Islamisants d’Europe und Mitglied der katholischen österreichischen Studentenverbindung Waldmark Horn im Mittelschüler-Kartell-Verband (MKV).

## Privates
Herbert Eisenstein ist geschieden und Vater von zwei Töchtern und einem Sohn.

## Publikationen
- Bibliothek Grohmann. Katalog. Wiss. Archiv d. Österr. Akad. d. Wiss., Wien 1979
- Der X. Verbalstamm des Hocharabischen. Eine diachronische Funktionsanalyse. Wien, Univ., Diss., 1978
- Einführung in die arabische Zoographie. Das tierkundliche Wissen in der arabisch-islamischen Literatur. Reimer, Berlin 1991